# MAC+ CYBER
MAC+ CYBER（マックプラス サイバー）とは、1980年代から1990年代初頭に存在したMacintosh総合雑誌である。

## 連載
まみむめむねひろ新聞服部宗弘による独特な語り口のマニアックな記事が掲載されていた。HyperCardやResEditを題材にしたものも多かった。
SOFTWARE TITLEMATCH2つのソフトウェアを、どちらが優れているか対決させる記事。

## 東京コピー
パソコン通信が高嶺の花であった当時、送料のみで読者が空のフォーマットされたフロッピーを送ると自由ソフトウェア(当時PDSと呼ばれていた)を編集部がコピーし返送するというサービス「東京コピー」が行われていた。